# Evžen Musil
Evžen Musil (* 10. září 1958 Pardubice) je bývalý český profesionální hokejista a reprezentant Československa.
Většinu své hokejové kariéry strávil ve svém rodném městě v Pardubicích, v klubu Tesla Pardubice, nyní HC Dynamo Pardubice. V tomto klubu získal 2 mistrovské tituly a to v letech 1986/1987 a 1988/1989. Další mistrovský titul získal hned následně v roce 1989/1990 s týmem HC Sparta Praha, kde se stal i nejproduktivnějším hráčem Play Off. Má za sebou několik zahraničních angažmá. Nastupoval v německé nejvyšší hokejové soutěži za klub EV Landshut a ve Finsku za Kärpät Oulu. Ke konci profesionální kariéry pomohl týmům HC Hradec Králové a HC Slavia Praha do Extraligy ledního hokeje. Ještě do svých 56 let nastupoval ve čtvrté české nejvyšší hokejové soutěži (Krajská hokejová liga pardubického kraje) za ZH Pardubice.

## Reprezentace
V československé reprezentaci nastoupil jednou a podařilo se mu vstřelit jeden gól. Toto utkání se hrálo ve středu 22. prosince 1982 v Moskvě v rámci poháru listu Izvěstija a Československo v něm prohrálo se Sovětským svazem poměrem 4:9 (1:4, 3:2, 0:3). Svou brankou, kterou dal v 7. minutě první třetiny, snížil průběžný stav na 1:2 z pohledu Československa. V brance domácího týmu byl legendární Vladislav Treťjak.